# 서울금호초등학교
서울금호초등학교는 대한민국 서울특별시 성동구 금호동2가에 있는 공립 초등학교이다.

## 연혁
- 1957년 3월 24일 설립인가
- 1957년 5월 1일 초대 박영석 교장 취임
- 1958년 4월 1일 개교(24학급)
- 1959년 2월 28일 제1회 졸업식
- 1998년 9월 1일 학교개축 및 교육문화회관 신축착공
- 2000년 2월 18일 제42회 졸업식(259명)
- 2001년 2월 16일 제43회 졸업식(261명)
- 2001년 8월 27일 정보화1실 준공
- 2001년 12월 21일 개축공사 및 문화관 준공 완료
- 2002년 2월 20일 제44회 졸업식(283명)
- 2002년 5월 2일 개축교사 준공식
- 2003년 2월 13일 제45회 졸업식(275명)
- 2004년 2월 13일 제46회 졸업식(336명)
- 2004년 3월 1일 56학급(특수 2 포함) 편성
- 2004년 3월 1일 제15대 심춘자 교장 부임
- 2005년 2월 16일 제47회 졸업식(311명)
- 2006년 2월 14일 제48회 졸업식(305명)
- 2006년 9월 1일 방과후 보육교실 해솔반(1실) 개관
- 2007년 2월 14일 제49회 졸업식(330명)
- 2007년 3월 1일 55학급(특수 2 포함) 편성
- 2008년 2월 14일 제50회 졸업식(303명)
- 2008년 3월 1일 제17대 고정석 교장 부임
- 2009년 2월 13일 제51회 졸업식(282명)
- 2009년 8월 16일 냉난방기 설치
- 2010년 2월 11일 제52회 졸업식(262명)
- 2010년 3월 1일 46학급(특수 2 포함) 편성
- 2011년 2월 18일 제53회 졸업식(229명)
- 2012년 2월 14일 제54회 졸업식(216명)
- 2012년 3월 1일 46학급(특수 2 포함) 편성
- 2012년 3월 1일 제18대 채건묵 교장 부임
- 2012년 9월 24일 양치교실 준공
- 2013년 2월 15일 제55회 졸업식(208명)
- 2013년 3월 1일 39학급(특수 2 포함) 편성
- 2014년 2월 14일 제56회 졸업식(188명)
- 2014년 3월 1일 35학급(특수 2 포함) 편성
- 2014년 8월 28일 학생식당 리모델링 완공
- 2015년 2월 13일 제57회 졸업식(145명)
- 2015년 3월 1일 33학급(특수 2 포함) 편성
- 2016년 1월 25일 본관 복도벽 공사, 남관 중연창 교체 공사
- 2016년 2월 17일 제58회 졸업식
- 2016년 3월 1일 제19대 김혜경 교장 부임
- 2016년 3월 1일 34학급(특수 2 포함) 편성
- 2016년 8월 21일 남관 양치시설 및 남관 운동장 음수대 설치
- 2017년 2월 17일 제59회 졸업식(117명)
- 2017년 3월 1일 36학급(특수 2 포함) 편성
- 2020년 4월 16일 온라인 개학

## 참고 자료
- 서울금호초등학교 - 한국교육학술정보원 학교알리미